# Kaja Grobelna
Kaja Grobelna (ur. 4 stycznia 1995 w Radomiu) – belgijska siatkarka pochodzenia polskiego, grająca na pozycji atakującej. W latach 2016–2018 była zawodniczką polskiego klubu Budowlani Łódź.
Jej ojciec Dariusz i brat Igor, również są siatkarzami.

## Sukcesy klubowe
Superpuchar Belgii:
- 2012, 2014

Liga belgijska:
- 2014, 2015
- 2013

Puchar Belgii:
- 2014, 2015[4]

Liga niemiecka:
- 2016

Liga polska:
- 2017
- 2018

Superpuchar Polski:
- 2017

Puchar Polski:
- 2018

Puchar CEV:
- 2019, 2024[5]

Puchar Challenge:
- 2023[6]

## Sukcesy reprezentacyjne
Liga Europejska:
- 2013[7]

## Nagrody indywidualne
- 2017: Najlepsza zagrywająca turnieju finałowego Pucharu Polski
- 2018: Najlepsza atakująca turnieju finałowego Pucharu Polski
- 2024: MVP drugiego meczu finałowego Pucharu CEV